# Jesé
Jesé (en hebreo: יֵשַׁי‎, romanizado: Yishai, lit. '«regalo» u «obsequio»', en griego antiguo: Ἰεσσαί, romanizado: Yessaí) es un personaje bíblico veterotestamentario de la época de los jueces. Vivió en Belén. Fue hijo de Obed, nieto de Booz y padre de David. Su importancia como uno de los ascendientes de Jesucristo es referida en el Nuevo Testamento, donde se hace referencia al Árbol de Jesé.
La primera mención de este personaje se realiza en el primer libro de Samuel cuando el profeta Samuel, enviado por Yahveh, visita Belén para ungir a David como rey de Israel, de igual forma, en el capítulo 17 del mismo libro, se cuenta que manda a David al campo de los israelitas para llevar suministros a sus hermanos, lo que se convertiría en la escena de la pelea con Goliat.